# Begonia curtii
Begonia curtii é uma espécie da flora de Brasil pertencente à família Begoniaceae. 

## Descrição
E uma espécie herbácea a subarbustiva, monóica, com registro de floração em janeiro, maio, setembro e dezembro; e de frutificação em janeiro e julho.
A espécie assemelha-se a Begonia lossiae diferindo-se por apresentar porte subarbustivo, tamanho das estípulas de 3,5 a 7 cm e das folhas de 10 a 20 cm.

## Distribuição geográfica
Ocorre em Mata Atlântica nos estados de Minas Gerais, Espírito Santo e Rio de Janeiro. No Espírito Santo apresenta registros de ocorrência no Parque Estadual do Forno Grande.

## Taxonomia
Begonia curtii foi nomeada por os botânicos norte-americanos Lyman Bradford Smith e Bernice Giduz Schubert, descrita em Journal of the Washington Academy of Sciences 45: 114, e publicado em 1955. A espécie faz parte da seção Pritzelia do gênero Begonia.
O epíteto específico curtii significa "de Curt", em homenagem ao botânico alemão Alexander Curt Brade (1881-1971) autor do sinônimo homotípico "Begonia velata Brade" em 1950, substituído.

## Conservação
O Governo do Estado do Espírito Santo incluiu em 2005 B. crispula em sua primeira lista de espécies ameaçadas de extinção, por intermédio do Decreto nº 1.499-R, classificando-a como uma espécie "Em perigo" (EN).
No Brasil, em 2018, foi listada como "Vulnerável" (VU) na Lista Vermelha do Livro Vermelho da Ameaça da Flora Brasileira 2014 do CNCFlora.